# Szczerbiec
Szczerbiec [ˈʂt͡ʂɛrbʲɛt͡s] ist das bedeutendste Kronjuwel Polens und die einzige erhaltene Insigne der Piastendynastie.

## Geschichte

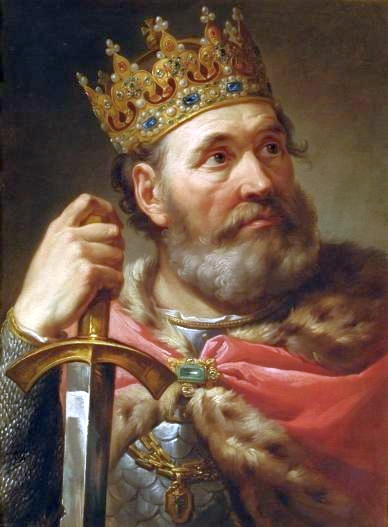
Bolesław I. Chobry

Schematisches Diagramm der Formen und Dimensionen der Hauptelemente des Szczerbiec (Ornamente nicht angezeigt)

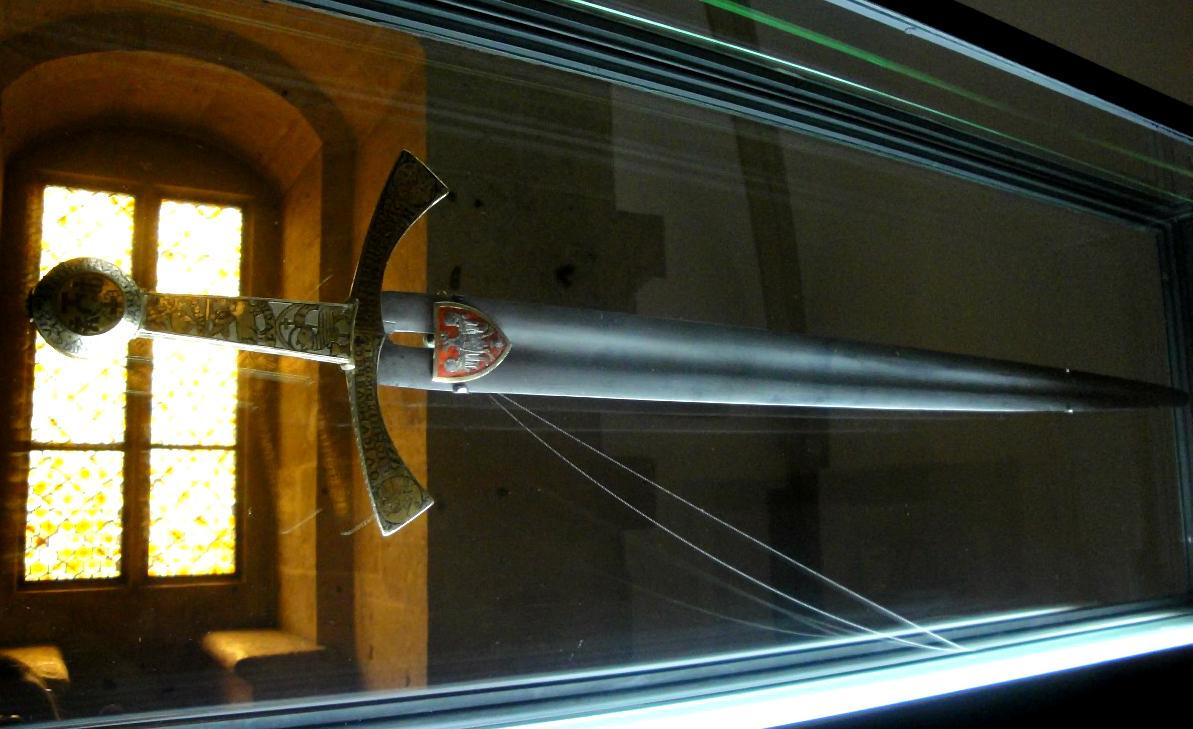
Szczerbiec

Das Schwert entstand vermutlich am Ende des 12. Jahrhunderts, obgleich in der Großpolnischen Chronik als erster Besitzer bereits König Bolesław I. Chrobry erwähnt wird.
Aufbewahrt wurde das Schwert in der Schatzkammer des Krakauer Königsschlosses auf dem Wawelhügel. Während der Schwedenkriege 1655 nahm es König Johann II. Kasimir, aus dem Hause Wasa, mit nach Schlesien. 1795 wurde das Schwert von den Preußen aus der Schatzkammer erbeutet. Ab 1810 befand es sich in den Händen verschiedener, meist russischer Sammler. 1884 wurde es aus der Sammlung des russischen Botschafters in Paris, Alexander Petrowitsch Basilewski, von der Petersburger Eremitage erworben.
Nach dem Ersten Weltkrieg wurde es aufgrund des Friedensvertrages von Riga (1921) von den Sowjetbehörden 1928 an Polen zurückgegeben, nach Ausbruch des Zweiten Weltkrieges 1939 jedoch nach Kanada gebracht. 1959 wurde es mit anderen Kronjuwelen nach langen Verhandlungen den polnischen Behörden übergeben und wird seitdem wieder im Königspalast auf dem Wawelhügel aufbewahrt.

## Aussehen
Der Knauf, das Heft und die Parierstange sind mit goldenen Plättchen belegt, die mit den Symbolen der Evangelisten, des Lamm Gottes und Pflanzenornamenten in Nielloverfahren im 13. Jahrhundert verziert wurden.
Auf der Parierstange sind ein Tetragramm und die griechischen Buchstaben Alpha und Omega sowie die lateinische Inschrift Haec figura valet ad amorem regum et principum iras iudicum graviert (dieses Zeichen stärkt die Liebe der Könige und Fürsten und den Zorn der Richter), sowie eine hebräische Inschrift in lateinischen Buchstaben: Con citomon eeve Sedalai Ebrehel (den inbrünstigen Glauben erwecken die Gottesnamen Sedalai und Ebrehel) und eine lateinische Inschrift Quicumque hec nomina Dei secum tulerit nullum periculum ei omnino nocebit (Wer diese Namen Gottes tragen wird, dem wird überhaupt keine Gefahr drohen).
Die goldenen Beschläge des Heftes sind im 14. Jahrhundert entstanden. Von der verschollenen Scheide ist nur ein silberner Wappenschild mit Adler erhalten geblieben.

## Name
Der Name des Schwerts Szczerbiec leitet sich vom polnischen Wort szczerba ab, was als Scharte oder Einkerbung übersetzt werden kann. Der Begriff bezieht sich somit auf die Legende, wonach der polnische König Bolesław I. Chrobry so lange mit seinem Schwert gegen das Goldene Tor geschlagen haben soll, bis dieses Einkerbungen bekommen hat. In der Tat hat Bolesław im Jahr 1018 Kiew erobert, aber das Goldene Tor wurde erst ca. 30 Jahre später errichtet. Das wirkliche Schwert, das bis heute in der Wawel-Burg aufbewahrt wird, stammt allerdings aus der Zeit von König Władysław I. und somit aus dem 13. Jahrhundert. Die Legende selbst erwähnt aber bereits Gallus Anonymus, so dass davon auszugehen ist, dass das Ereignis am Goldenen Tor wirklich stattgefunden hat, möglicherweise mit der Beteiligung des polnischen Königs Bolesław II., der 1069 Kiew eroberte.